# あばずれ (1966年の映画)
『あばずれ』は、1966年公開の日本映画。監督：渡辺祐介、製作：東映。

## キャスト
- 松永ユキ：緑魔子
- 矢代三郎：山本豊三
- 野口辰五郎：志村喬
- 梅村哲次：待田京介
- 松本浩助：潮健児
- 山本文造：相馬剛三
- 村上：沢彰謙
- 喜助：小林稔侍
- 良介：大前均
- 一公：須賀良
- モヨ：浪花千栄子
- 山本洋子：加茂良子
- 野口カネ：檜有子
- 野口芳江：二宮恵子
- ハル：五月女マリ
- 丸子：佐々木伊都子
- 露子：水野由美子
- 銀子：小笠原慶子
- 速見源造：大坂志郎
- 松永民三：河合絃司
- 松永ケンジ：白井武雄
- 金山：佐藤晟也
- 上杉サダ：中北千枝子
- チエ：小甲登枝恵
- イク：東百合子
- ヨシ：谷本小代子
- セツ：志麻ひろ子
- キクノ：田沼瑠美子
- 松子：樋口かずみ
- 看護婦：竹村清女
- 仙波：八名信夫
- チンピラA：伊達弘
- チンピラB：原信夫
- 年増のチンドン屋：若水ヤエ子
- ホステスA：日吉順子
- ホステスB：天野世津子

## スタッフ
- 監督：渡辺祐介
- 脚本：渡辺祐介・神波史男
- 企画：秋田亨
- 撮影：飯村雅彦
- 音楽：木下忠司
- 美術：森幹男
- 編集：長沢嘉樹
- 録音：広上益弘
- スチル：遠藤努
- 照明：桑名史郎